# Guy Goodes
Guy Goodes (em hebraico:  גיא גודס (Haifa, 13 de Março de 1971) é um basquetebolista aposentado  e que atualmente é técnico do Maccabi Tel Aviv na Liga Israelense e na Euroliga.

## Carreira Profissional
Goodes atuou profissionalmente como Armador entre os anos de 1994-2004, inicialmente jogando pelo Maccabi Tel Aviv (1990-97 e 1998-99).  Defendeu entre os anos 1995-99 a Seleção Israelense.

## Carreira como Técnico
Iniciou sua carreira de técnico de basquetebol dirigindo o Maccabi Rishon Lezion entre 2004–06.  Nas temporadas entre 2006-08, atuou como assistente técnico do  Maccabi Tel Aviv.
Em junho de 2008, Hapoel Jerusalem contratou-o como técnico da equipe, com contrato de um ano, tendo opção de renovação para um segundo ano.. Ele dirigiu a equipe entre os anos de 2008 e 2010. Então tornou-se assistente técnico do Maccabi Tel Aviv novamente. Foi campeão da Euroliga em 2014 como assistente técnico, e com a saída de David Blatt que foi contratado pelo Cleveland Cavaliers da NBA, assumiu o posto de técnico da equipe.